# Arkadiusz Makarewicz
Arkadiusz Makarewicz (ur. 29 października 1994) – polski judoka.
Zawodnik klubów: MKS Juvenia Wrocław (2007-2010), KS Gwardia Wrocław (od 2011). Wicemistrz Polski seniorów 2016 w kategorii do 66 kg. Ponadto m.in. młodzieżowy wicemistrz Polski 2015 i zwycięzca zawodów o Grand Prix Turynu 2019. Mistrz Polski Seniorów w kategorii do 66 kg w 2022, 2023, 2024.